# Edscha-Verdeck

Sattelauflieger mit geöffnetem Schiebebügelverdeck

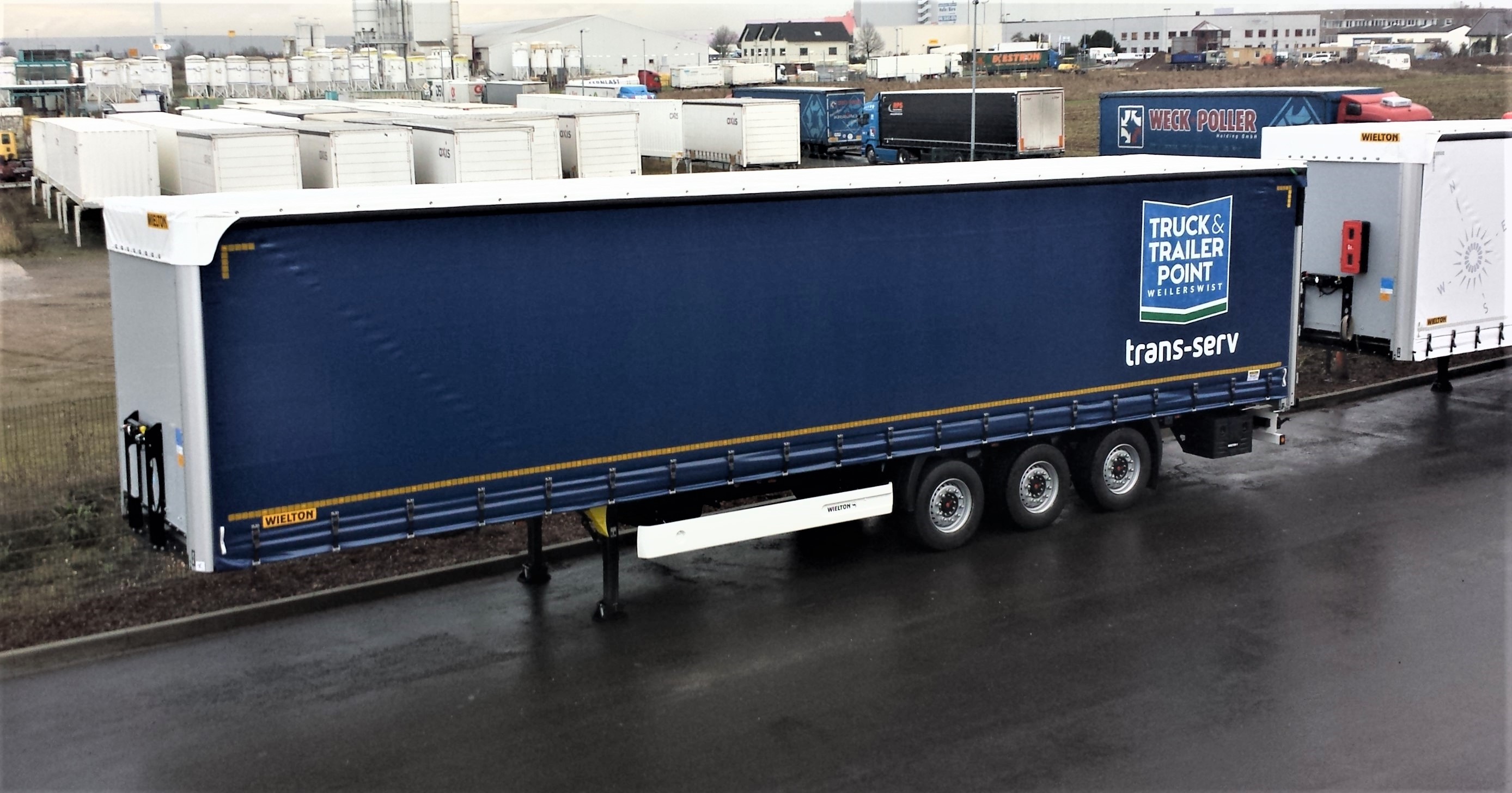
Sattelauflieger mit geschlossenem Edscha-Aufbau

Ein Edscha-Verdeck (auch Edscha-Aufbau, Schiebebügelsystem oder Schiebebügelverdeck genannt) ist eine Form eines Pritschenaufbaus mit Planenverdeck bei Lkw oder Lkw-Anhängern, bei der die Plane mit den verschiebbaren Bügeln komplett zur Seite gezogen werden kann. Bei einem Schiebebügelsystem liegt, im Gegensatz zum Schiebeverdeck, bei dem des Planengestell fest ist, die komplette Ladefläche frei.
Das Edscha-Verdeck wurde 1969 in der Remscheider Firma Edscha erfunden und später in Hengersberg in Serie produziert. Auch andere Hersteller produzieren Aufbauten nach dem gleichen Prinzip, der Begriff wurde in den branchenspezifischen Sprachgebrauch übernommen.
Gegenüber einem herkömmlichen Pritschenaufbau mit Bordwänden (z. B. Hamburger Verdeck) ermöglicht ein Schiebebügel-, Schiebe- oder Schiebeplanenverdeck schnelles Be- und Entladen. Dafür muss die Ladung im Stückgut- oder Sammelgutverkehr aufwändiger gesichert werden.